# Most Rosyjski
Most Rosyjski (ros. Русский мост) – żelbetowy most wantowy nad Wschodnim Bosforem, łączący miasto Władywostok z Wyspą Rosyjską, w Rosji.
Głównym powodem powstania przeprawy był organizowany przez Rosję we wrześniu 2012 roku 24. zjazd APEC na Wyspie Rosyjskiej.
Budowa Mostu Rosyjskiego rozpoczęła się 3 września 2008 roku, według zrealizowanych założeń projektowych długość mostu to łącznie około 3,1 kilometra, uwzględniając estakady na lądzie, i około 1885 metrów, nie uwzględniając ich. Otwarcie mostu nastąpiło na początku lipca 2012 w obecności premiera Rosji Dmitrija Miedwiediewa. Obecnie jest to największy na świecie most podwieszany o najdłuższym centralnym przęśle mającym 1104 metrów długości. Odebrał on tym samym rekord chińskiemu mostowi Sutong. Most posiada drugie co do wysokości pylony na świecie, o wysokości 324 metrów, podtrzymujące pomost znajdujący się 70 metrów nad powierzchnią wody.

## Dane techniczne
- Całkowita długość wraz z estakadą nabrzeżną: 3100 m[10]
- Całkowita długość mostu nad przeprawą: 1885,53 m[10]
- Długość centralnego przęsła: 1104 m[10]
- Rozpiętość przęseł mostowych: 60+72+3х84+1104+3х84+72+60 m[2][10]
- Szerokość jezdni mostu: 21 m[10]
- Liczba pasów przeznaczonych do jazdy: 4 (dwa w każdym kierunku)[11]
- Wysokość pomostu nad powierzchnią wody: 70 m[11]
- Liczba pylonów: 2[12]
- Wysokość pylonów: 324 m[2] (inne źródła podają: 320,9 m[12][10])

Galeria postępów prac przy budowie mostu
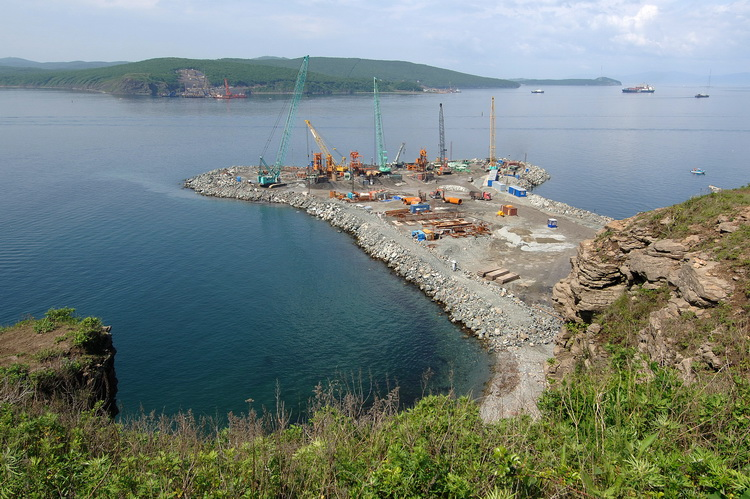
czerwiec 2009
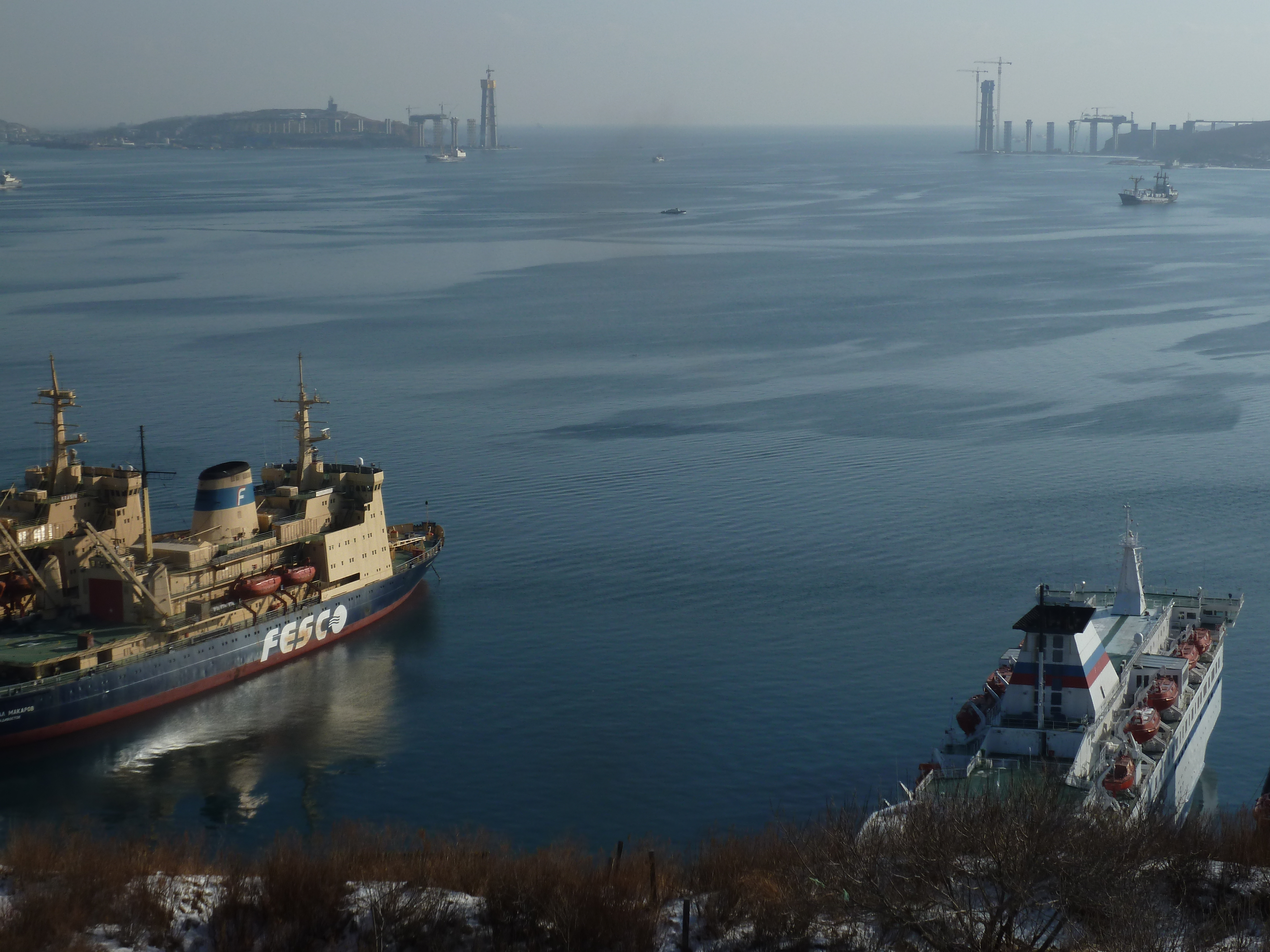
grudzień 2010
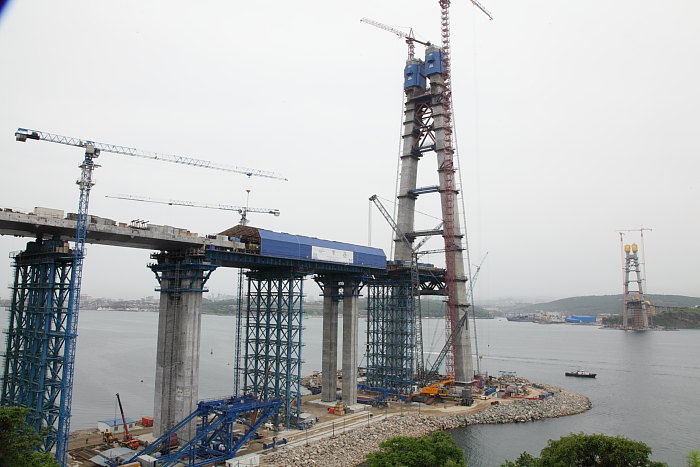
lipiec 2011
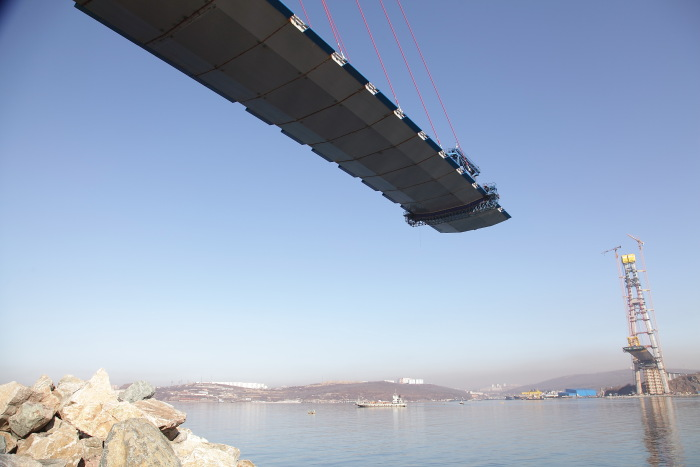
listopad 2011
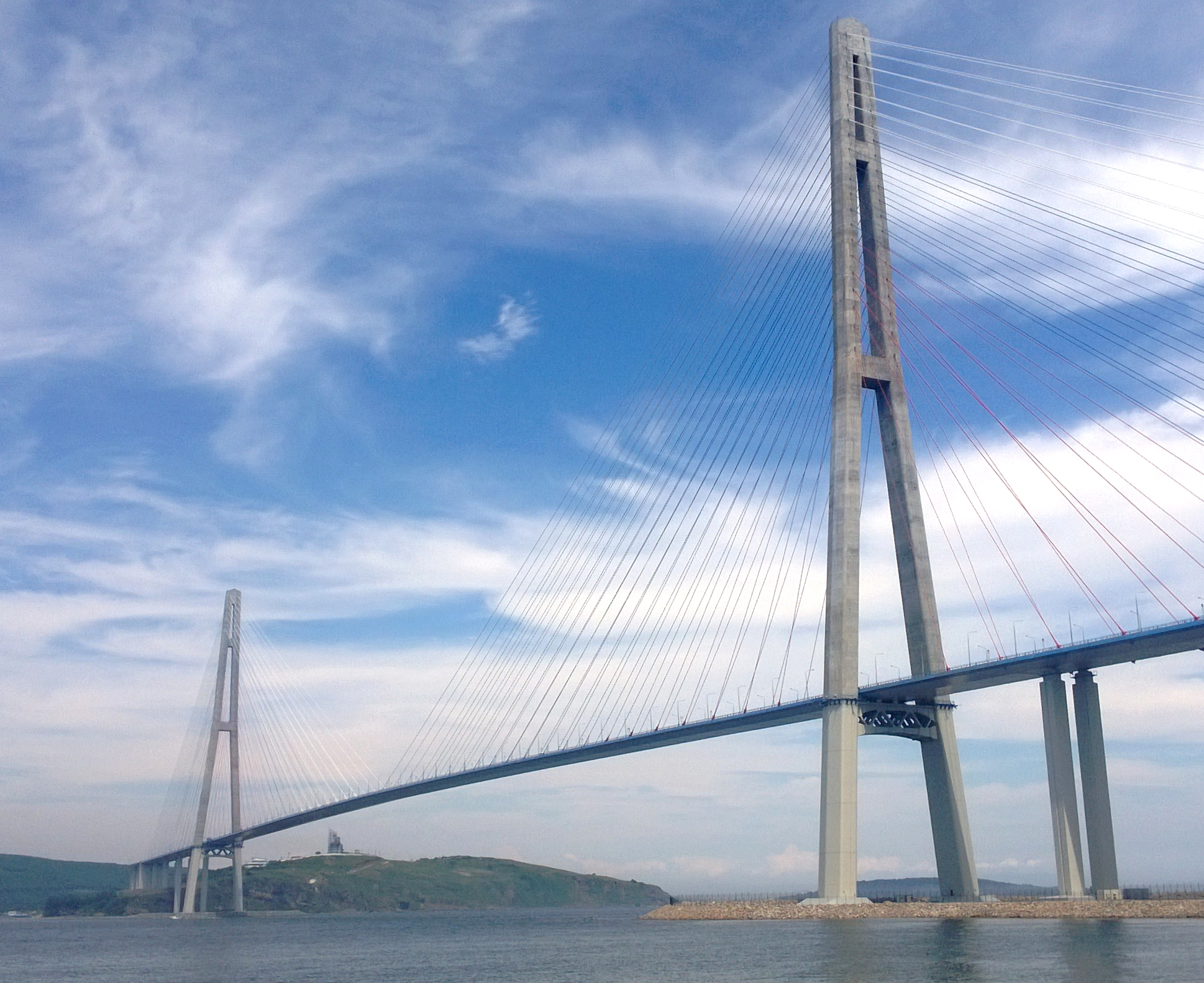
lipiec 2013